# Tony Rolt
Tony Rolt (16. října 1918, Bordon - 6. února 2008) byl britský pilot Formule 1.
Jako armádní důstojník proslul za druhé světové války pokusem o útěk ze zámku Colditz, německého vojenského vězení. Jinak již před válkou patřil k největším talentům amatérského automobilového sportu na britských ostrovech. To potvrdil na British Empire Trophy v roce 1938, kde triumfálně zvítězil.
Hned po skončení válečného konfliktu se vrátil na tratě s vozy Alfa Romeo, Delage a Nash-Healey. V roce 1950 se zúčastnil premiérového závodu Formule 1 v rámci Mistrovství světa, i když jen jako náhradník Petera Walkera.
Následující rok se dal dohromady s Robem Walkerem a společně se soustředili pouze na závody pořádané ve Spojeném království a snažili se vyladit zastaralý vůz Delage. Pro rok 1952 pořídili nový vůz HWM a tato investice se opravdu vyplatila, obsadil s ním druhou příčku na International Trophy.
V letech 1953 až 1955 závodil ve tmavě modrém voze Connaught Roba Walkera a sbíral jeden úspěch za druhým především v závodech Formule 2. V závodech sportovních vozů úspěšně reprezentoval Jaguar a spolu s extrovertním Duncanem Hamiltonem zvítězil v Le Mans 1953. Následující rok byli druzí jak v Le Mans tak v závodě 12 hodin v Remeši.
Následně založil vývojářskou firmu FF, která se specializovala na vývoj systému Ferguson pro použití v cestovních vozech.

## Vítězství
- 1938 British Empire Trophy (ERA)
- 1953 24 h Le Mans (Jaguar)

## Formule 1
- 1950 bez bodů ERA E
- 1953 bez bodů Connaught A
- 1955 bez bodů Connaught B

- 3 Grand Prix
- 0 vítězství
- 0 Pole positions
- 0 nejrychlejších kol
- 0 podium
- 0 bodů

## Mistrovství světa
- neumístil se